# Petite couronne de diamants de la reine Victoria

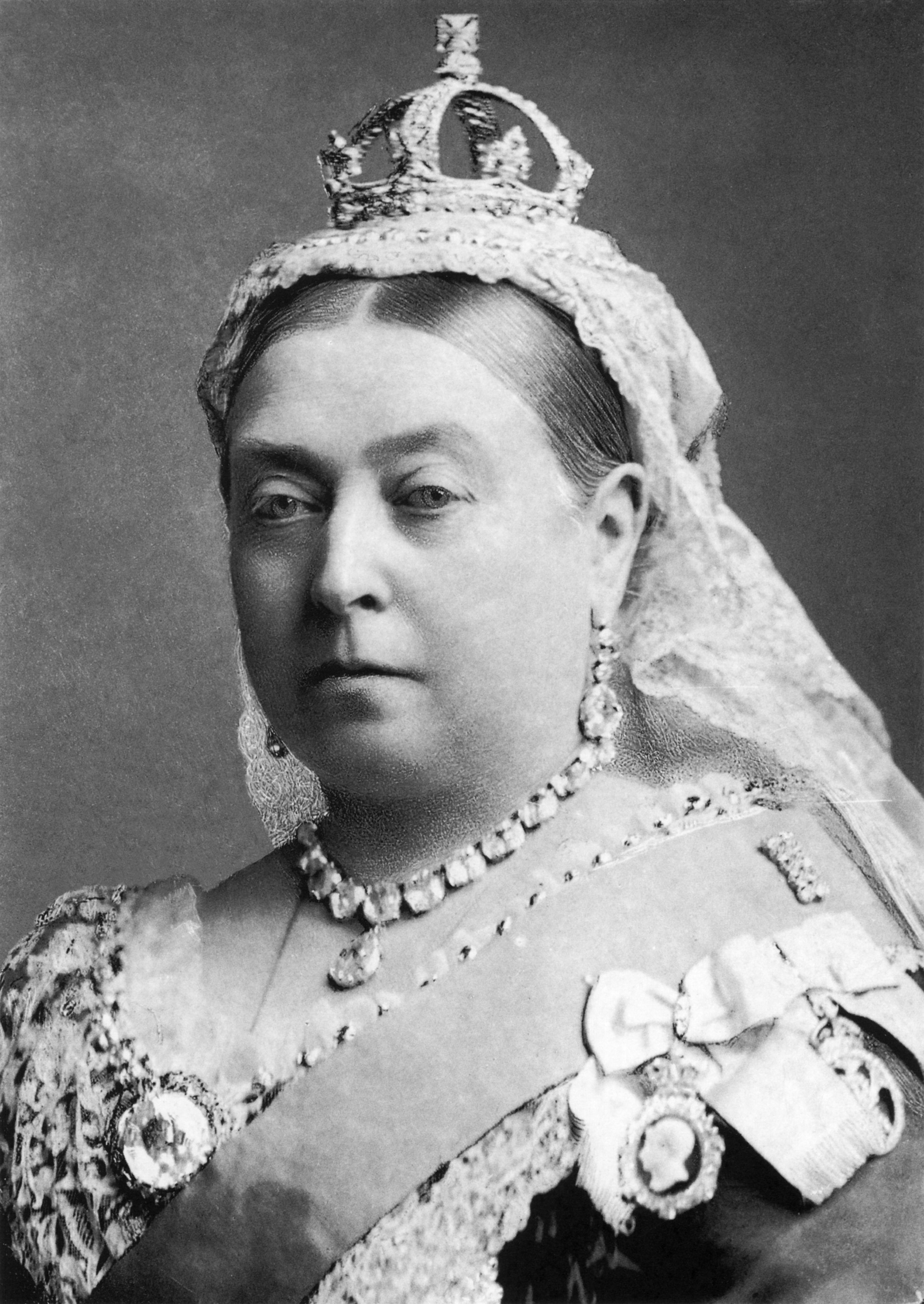
La reine Victoria photographiée par Alexander Bassano en 1887 avec sa petite couronne de diamants.

La petite couronne de diamants est une couronne réalisée à la demande de la reine Victoria en 1870. Il s'agit d'une couronne en argent incrustée de 1 187 diamants, qui mesure 9 cm de large sur 10 cm de haut. Sa petite taille et sa couleur permettent à la reine de la porter par-dessus son voile de deuil, contrairement à l'imposante couronne impériale d'apparat. Comme elle a été réalisée spécialement pour la reine, elle ne fait pas partie des Joyaux de la Couronne.
Victoria utilise la petite couronne de diamants lors des cérémonies officielles jusqu'à sa mort, en 1901. Dans son testament, elle la lègue à la Couronne britannique. Après sa mort, elle est parfois portée par les reines consort Alexandra de Danemark et Mary de Teck. Elle est déposée à la Tour de Londres en 1937 pour y être exposée.